# A Riqueza das Nações
Uma Investigação sobre a Natureza e as Causas da Riqueza das Nações, mais conhecida simplesmente como A Riqueza das Nações (em inglês The Wealth of Nations), é a obra mais famosa de Adam Smith. Publicado pela primeira vez em 1776, o livro oferece um dos primeiros relatos conectados do mundo sobre o que constrói a riqueza das nações e se tornou um trabalho fundamental na economia clássica. Refletindo sobre a economia no início da Revolução Industrial, Smith aborda temas como a divisão do trabalho, produtividade e mercados livres.

## História
Composta por 5 livros (ou partes), foi publicada pela primeira vez em Londres em março de 1776, pela casa editorial de William Strahan e Thomas Caldell. Uma segunda edição foi lançada em fevereiro de 1778, seguida por mais três edições: em 1784, 1786 e 1789, sendo esta a última edição feita em vida pelo autor.
Além de análises teóricas sobre o funcionamento das chamadas sociedades comerciais, as vantagens e problemas associados à divisão do trabalho, ao valor, à distribuição da renda e à acumulação de capital, o livro traz considerações históricas e farto material empírico, sendo considerado um momento de inflexão no desenvolvimento da história do pensamento econômico.
Publicada no mesmo ano da Declaração de Independência dos Estados Unidos, a obra foi objeto de um sem número de controvérsias, tendo sido lida como uma defesa irrestrita do individualismo e do liberalismo, visão que teria sido sintetizada na metáfora da mão invisível. Esta leitura é hoje em dia objeto de crítica pelos especialistas no pensamento de Adam Smith.

## Os livros
- O livro I discute os problemas associados à divisão do trabalho e as trocas: o valor e os preços, o dinheiro e os rendimentos.
- O livro II discute a acumulação de capital.
- O livro III trata de questões associadas ao desenvolvimento econômico.
- O livro IV consiste numa espécie de resenha crítica das duas principais escolas de pensamento econômico do século XVIII: o sistema comercial, ou mercantilismo, e o sistema agrícola, a fisiocracia.
- O livro V contêm proposições sobre a receita pública e as responsabilidades do Estado.

## Sinopse

### Livro I: Das Causas de Melhoria nos Poderes Produtivos do Trabalho
Da Divisão do Trabalho: A divisão do trabalho causou um aumento maior na produção do que qualquer outro fator. Essa diversificação é maior para as nações com mais indústria e mais melhorias, e é responsável pela "opulência universal" nesses países. A agricultura é menos receptiva do que a manufatura à divisão do trabalho; portanto, as nações ricas não estão tão à frente das nações pobres na agricultura quanto na manufatura.
Do Princípio que dá Ocasião à Divisão do Trabalho: A divisão do trabalho surge não da sabedoria inata, mas da propensão humana para a troca.
Que a divisão do trabalho é limitada pela extensão do mercado: a oportunidade limitada de troca desencoraja a divisão do trabalho. Como o "transporte fluvial" (isto é, o transporte) amplia o mercado, a divisão do trabalho, com suas melhorias, chega primeiro às cidades próximas aos canais. A civilização começou em torno do Mar Mediterrâneo altamente navegável.
Da Origem e Uso do Dinheiro: Com a divisão do trabalho, a produção do próprio trabalho pode preencher apenas uma pequena parte das necessidades. Diferentes mercadorias serviram como meio de troca comum, mas todas as nações finalmente optaram pelos metais, que são duráveis e divisíveis, para esse fim. Antes da cunhagem, as pessoas tinham que pesar e avaliar com cada troca, ou arriscar "as mais grosseiras fraudes e imposições". Assim, as nações começaram a estampar metal, de um lado apenas, para verificar a pureza, ou de todos os lados, para estipular pureza e quantidade. A quantidade de metal real nas moedas diminuiu, devido à "avareza e injustiça de príncipes e estados soberanos", permitindo-lhes pagar suas dívidas apenas na aparência e para defraudar os credores.
Dos salários do trabalho: nesta seção, Smith descreve como os salários do trabalho são ditados principalmente pela competição entre trabalhadores e patrões. Quando os trabalhadores disputam oportunidades limitadas de emprego, os salários do trabalho coletivamente caem, ao passo que, quando os empregadores competem entre si por uma oferta limitada de trabalho, os salários do trabalho coletivamente aumentam. No entanto, esse processo de competição é frequentemente contornado por combinações entre trabalhadores e entre senhores. Quando os trabalhadores se combinam e não mais licitam uns contra os outros, seus salários aumentam, ao passo que, quando os patrões se combinam, os salários caem. Na época de Smith, o trabalho organizado era tratado com muita severidade pela lei.

O próprio Smith escreveu sobre a "severidade" de tais leis contra as ações dos trabalhadores e fez questão de contrastar o "clamor" dos "senhores" contra as associações de trabalhadores, enquanto as associações e conluios dos senhores "nunca são ouvidos pelo povo", embora tais ações estão ocorrendo "sempre" e "em todos os lugares":
"Raramente ouvimos, já foi dito, das combinações de mestres, embora frequentemente de operários. Mas quem imagina, por isso, que os mestres raramente se combinam, é tão ignorante do mundo quanto do assunto. Os mestres são sempre e em todos os lugares em uma espécie de combinação tácita, mas constante e uniforme, para não aumentar os salários do trabalho acima de sua taxa real […] Os mestres, também, às vezes entram em combinações particulares para afundar os salários do trabalho mesmo abaixo desta taxa. Estas são sempre conduzidas com o máximo silêncio e sigilo até o momento da execução; e quando os operários cedem, como às vezes o fazem sem resistência, embora fortemente sentidas por eles, nunca são ouvidos por outras pessoas”. Em contraste, quando os trabalhadores se combinam, "os mestres […]
Em sociedades onde a quantidade de trabalho excede a quantidade de receita disponível para trabalho assalariado, a competição entre os trabalhadores é maior do que a competição entre os empregadores e os salários caem. Inversamente, onde a receita é abundante, os salários dos trabalhadores aumentam. Smith argumenta que os salários do trabalho só aumentam como resultado de uma maior receita destinada ao pagamento do trabalho. Defendia, ainda, que o trabalho tinha o caráter de "mercadoria". À este respeito: 
"a demanda dos homens por trabalho, como qualquer outra mercadoria, necessariamente regula a respectiva produção; a acelera quando avança muito devagar e a interrompe quando avança muito rápido. É essa demanda que regula e determina o estado de propagação em todos os diferentes países do mundo, na América do Norte, na Europa e na China; o que o torna rapidamente progressivo no primeiro, lento e gradual no segundo e totalmente estacionário no último." 
No entanto, a quantidade de receita deve aumentar constantemente em proporção à quantidade de trabalho para que os salários permaneçam altos. Smith ilustra isso justapondo a Inglaterra com as colônias da América do Norte. Na Inglaterra, há mais receita do que nas colônias, mas os salários são mais baixos, porque mais trabalhadores migram para novas oportunidades de emprego causadas pela grande quantidade de receita — portanto, os trabalhadores acabam competindo uns com os outros tanto quanto antes. Em contraste, como o capital continua a fluir para as economias coloniais, pelo menos na mesma taxa em que a população aumenta para "preencher" esse capital excedente, os salários lá permanecem mais altos do que na Inglaterra. Smith estava muito preocupado com os problemas da pobreza. Ele escreve:
"a pobreza, embora não impeça a geração, é extremamente desfavorável à educação dos filhos […] Não é incomum nas […] Terras Altas da Escócia que uma mãe que teve vinte filhos não tenha dois vivos […] Em alguns lugares, metade das crianças nascidas morrem antes dos quatro anos de idade; em muitos lugares antes dos sete anos; e em quase todos os lugares antes dos nove ou dez anos. Esta grande mortalidade, no entanto, todos os lugares podem ser encontrados principalmente entre os filhos das pessoas comuns, que não podem se dar ao luxo de cuidar deles com o mesmo cuidado que os de melhor posição." 
A única maneira de determinar se um homem é rico ou pobre é examinar a quantidade de trabalho que ele pode comprar. “O trabalho é a verdadeira troca por mercadorias”.
Smith também descreve a relação de anos baratos e a produção de manufaturados versus a produção em anos caros. Ele argumenta que enquanto alguns exemplos, como a produção de linho na França, mostram uma correlação, outro exemplo na Escócia mostra o contrário. Ele conclui que existem muitas variáveis para fazer qualquer afirmação sobre isso.
Dos lucros das ações: neste capítulo, Smith usa as taxas de juros como um indicador dos lucros das ações. Isso ocorre porque os juros só podem ser pagos com os lucros das ações, e assim os credores poderão aumentar as taxas na proporção do aumento ou diminuição dos lucros de seus devedores.
Smith argumenta que os lucros do estoque são inversamente proporcionais aos salários do trabalho, porque quanto mais dinheiro é gasto para compensar o trabalho, sobra menos para o lucro pessoal. Segue-se que, em sociedades onde a competição entre os trabalhadores é maior em relação à competição entre os empregadores, os lucros serão muito maiores. Smith ilustra isso comparando as taxas de juros na Inglaterra e na Escócia. Na Inglaterra, as leis do governo contra a usura mantinham as taxas de juros máximas muito baixas, mas acreditava-se que mesmo a taxa máxima era mais alta do que a taxa em que o dinheiro era normalmente emprestado. Na Escócia, porém, as taxas de juros são muito mais altas. Isso é o resultado de uma proporção maior de capitalistas na Inglaterra, o que compensa alguma competição entre os trabalhadores e aumenta os salários.
No entanto, Smith observa que, curiosamente, as taxas de juros nas colônias também são notavelmente altas (lembre-se de que, no capítulo anterior, Smith descreveu como os salários nas colônias são mais altos do que na Inglaterra). Smith atribui isso ao fato de que, quando um império assume o controle de uma colônia, os preços de uma enorme abundância de terras e recursos são extremamente baratos. Isso permite que os capitalistas aumentem seu lucro, mas simultaneamente atrai muitos capitalistas para as colônias, aumentando os salários do trabalho. Quando isso é feito, no entanto, os lucros das ações na metrópole aumentam (ou pelo menos param de cair), uma vez que grande parte delas já migrou para o mar.
Dos salários e lucros nos diferentes empregos do trabalho e das ações: Smith ataca repetidamente grupos de indivíduos politicamente alinhados que tentam usar sua influência coletiva para manipular o governo para que cumpra suas ordens. Na época, eles eram chamados de "facções", mas agora são mais comumente chamados de "interesses especiais", um termo que pode incluir banqueiros internacionais, conglomerados corporativos, oligopólios diretos, sindicatos e outros grupos. Na verdade, Smith tinha uma desconfiança especial na classe do comerciante. Ele sentiu que os membros desta classe, especialmente agindo juntos dentro das guildas que desejam formar, poderiam constituir um bloco de poder e manipular o estado para regulamentar os interesses especiais contra o interesse geral:
"Pessoas do mesmo ramo raramente se encontram, mesmo para diversão e diversão, mas a conversa termina em uma conspiração contra o público, ou em algum artifício para aumentar os preços. É realmente impossível impedir tais reuniões, por qualquer lei que pudesse ser executado, ou seria consistente com a liberdade e a justiça. Mas embora a lei não possa impedir pessoas do mesmo ramo de às vezes se reunirem, ela não deve fazer nada para facilitar tais assembleias; muito menos torná-las necessárias."
Smith também argumenta contra os subsídios do governo para certos negócios, porque isso atrairá muito mais pessoas para o comércio do que o normal, reduzindo coletivamente seus salários.
O Capítulo 10, parte ii, motiva a compreensão da ideia de feudalismo.
Do aluguel da terra: O aluguel, considerado como o preço pago pelo uso da terra, é naturalmente o mais alto que o inquilino pode pagar nas reais circunstâncias do terreno. Ao ajustar os termos do arrendamento, o proprietário se empenha em não lhe deixar uma parcela maior da produção do que o suficiente para manter o estoque de que fornece a semente, paga o trabalho e compra e mantém o gado e outros instrumentos de criação, juntos com os lucros normais das ações agrícolas da vizinhança. Evidentemente, esta é a menor parte com a qual o inquilino pode se contentar sem ser um perdedor, e o proprietário raramente pretende deixá-lo mais. Qualquer parte da produção, ou, o que é a mesma coisa, qualquer parte de seu preço além desta parte, ele naturalmente se esforça para reservar para si mesmo como o aluguel de sua terra, na quantia, evidentemente, mais alta que o inquilino possa pagar nas reais circunstâncias do terreno.
Às vezes, de fato, a liberalidade do senhorio,- ou, mais frequentemente, sua ignorância,- fazem-no aceitar um pouco menos do que esta porção; e às vezes também, embora mais raramente, a ignorância do inquilino o leva a pagar um pouco mais, ou contentar-se com em receber um pouco menos, do que os lucros normais das ações agrícolas da vizinhança. Esta parte, entretanto, pode ainda ser considerada como a renda natural da terra, ou a renda para a qual é natural que a terra deva ser em sua maior parte arrendada. 

### Livro II: Da Natureza, Acumulação e Emprego de Estoque
Da Divisão de Estoque:
Quando o estoque que um homem possui não é mais do que suficiente para mantê-lo por alguns dias ou semanas, ele raramente pensa em obter alguma receita disso. Ele o consome tão moderadamente quanto pode, e se esforça por seu trabalho para adquirir algo que possa ocupar seu lugar antes de ser totalmente consumido. Sua receita é, neste caso, derivada apenas de s
Mas quando ele possui estoque suficiente para mantê-lo por meses ou anos, ele naturalmente se esforça para obter uma receita da maior parte dele; reservando apenas tanto para seu consumo imediato quanto possa mantê-lo até que essa receita comece a entrar. Seu estoque inteiro, portanto, é dividido em duas partes. Aquela parte que, ele espera, é proporcionar-lhe essa receita, é chamada de capital. 
Do dinheiro considerado como um ramo particular do estoque geral da sociedade:
"Pelas referências do primeiro livro, que o preço da maior parte das mercadorias se resolve em três partes, das quais uma paga o salário do trabalho, outra os lucros do estoque, e a terceira o aluguel da terra que possuía foram empregados na produção e trazê-los para o mercado: que existem, de fato, algumas mercadorias cujo preço é composto de apenas duas dessas partes, o salário do trabalho e os lucros do estoque: e muito poucas nas quais consiste totalmente em um, o salário do trabalho: mas que o preço de cada mercadoria necessariamente se resolve em alguma, ou outra, ou todas essas três partes; cada parte dela que não vai para aluguel nem para salários, sendo necessariamente lucro para alguém."
Da Acumulação de Capital, ou do Trabalho Produtivo e Improdutivo:
"Um tipo de trabalho aumenta o valor do assunto sobre o qual é concedido: há outro que não tem esse efeito. O primeiro, como produz um valor, pode ser chamado de produtivo; o último, trabalho improdutivo. Assim, o trabalho de um fabricante acrescenta, geralmente, ao valor dos materiais com que trabalha, o de sua própria manutenção e o lucro de seu senhor. O trabalho de um servo, ao contrário, nada acrescenta."
De Ações Emprestadas a Juros:
"As ações que são emprestadas a juros são sempre consideradas como um capital pelo credor. Ele espera que no devido tempo seja restituído a ele, e que, entretanto, o mutuário deve pagar-lhe uma certa renda anual pela utilização O mutuário pode usá-lo como capital, ou como estoque reservado para consumo imediato. Se o usar como capital, ele o emprega na manutenção dos trabalhadores produtivos, que reproduzem o valor com lucro., neste caso, ambos restituem o capital e pagam os juros, sem alienar ou usurpar qualquer outra fonte de receita. Se o usar como estoque reservado para consumo imediato, faz o papel de pródigo e se dissipa na manutenção de o ocioso o que se destinava ao sustento dos industriosos. Ele pode, neste caso, nem restaure o capital nem pague os juros sem alienar ou usurpar alguma outra fonte de receita, como a propriedade ou o aluguel da terra."
A ação que é emprestada a juros é, sem dúvida, ocasionalmente empregada em ambas as formas, mas na primeira com muito mais frequência do que na segunda.
Dos diferentes empregos do Capital:
"Um capital pode ser empregado de quatro maneiras diferentes; ou, primeiro, na aquisição da produção bruta necessária anualmente para o uso e consumo da sociedade; ou, em segundo lugar, na fabricação e preparação dessa produção bruta para uso e consumo imediato; ou, em terceiro lugar, no transporte de produtos rústicos ou manufaturados dos lugares onde abundam para aqueles onde são desejados; ou, por último, em dividir porções particulares de ambos em pequenos pacotes que atendam às demandas ocasionais de quem os deseja."

### Livro III: Dos diferentes progressos da opulência em diferentes nações

#### Crescimento econômico de longo prazo
Adam Smith usa esse exemplo para tratar do crescimento econômico de longo prazo. Smith afirma: "Como a subsistência é, na natureza das coisas, anterior à conveniência e ao luxo, então a indústria que adquire o primeiro deve necessariamente ser anterior àquela que ministra ao segundo". Para o sucesso industrial, a subsistência é necessária primeiro no campo. A indústria e o comércio ocorrem nas cidades, enquanto a agricultura ocorre no campo.

#### Empregos agrícolas
O trabalho agrícola é uma situação mais desejável do que o trabalho industrial porque o proprietário está no controle total. Smith afirma que:
Em nossas colônias norte-americanas, onde terras não cultivadas ainda podem ser obtidas em condições fáceis, nenhuma manufatura para venda distante foi estabelecida em qualquer uma de suas cidades. Quando um artífice adquire um pouco mais de estoque do que o necessário para realizar seu próprio negócio de abastecimento do país vizinho, ele não tenta, na América do Norte, estabelecer com ele uma manufatura para venda mais distante, mas a emprega na compra e melhoria de terras não cultivadas. De artífice ele se torna fazendeiro, e nem os altos salários nem a fácil subsistência que aquele país oferece aos artífices podem suborná-lo para trabalhar para outras pessoas do que para si mesmo. Ele sente que um artífice é o servo de seus clientes, de quem tira sua subsistência; mas que um fazendeiro que cultiva sua própria terra,
Onde existe um campo aberto, a agricultura é muito preferível a ocupações industriais e propriedade.
Adam Smith prossegue dizendo: "De acordo com o curso natural das coisas, portanto, a maior parte do capital de cada sociedade em crescimento é, primeiro, direcionada para a agricultura, depois para as manufaturas e, por último, para o comércio exterior". Essa sequência leva ao crescimento e, portanto, à opulência.
“O grande comércio de toda sociedade civilizada é aquele realizado entre os habitantes da cidade e os do campo. Consiste na troca do petróleo bruto por produtos manufaturados, seja imediatamente, seja pela intervenção de dinheiro, ou de algum tipo de papel que representa dinheiro. O país fornece à cidade os meios de subsistência e os materiais de manufatura. A cidade retribui esse fornecimento enviando de volta uma parte da produção manufaturada aos habitantes do campo. A cidade, onde não há nenhum nem pode haver qualquer reprodução de substâncias, pode-se muito apropriadamente dizer que obtém toda a sua riqueza e subsistência do campo. Não devemos, entretanto, por causa disso, imaginar que o ganho da cidade é a perda do país. Os ganhos de ambos são mútuos e recíprocos, e a divisão do trabalho está neste, como em todos os outros casos, vantajoso para todas as diferentes pessoas empregadas nas várias ocupações em que está subdividido."
Do desânimo da agricultura: o longo título do capítulo 2 é "Do desânimo da agricultura no antigo estado da Europa após a queda do Império Romano".
"Quando as nações alemãs e citas invadiram as províncias ocidentais do Império Romano, as confusões que se seguiram a uma revolução tão grande duraram vários séculos. A rapina e a violência que os bárbaros exerceram contra os antigos habitantes interromperam o comércio entre as cidades e o campo. As cidades ficaram desertas e o país foi deixado sem cultivo, e as províncias ocidentais da Europa, que haviam desfrutado de um grau considerável de opulência sob o Império Romano, mergulharam no mais baixo estado de pobreza e barbárie. Durante a continuação dessas confusões, os chefes e principais dirigentes dessas nações adquiriram ou usurparam para si a maior parte das terras desses países. Grande parte delas não era cultivada; mas nenhuma parte delas, cultivada ou não, ficou sem proprietário. Todos eles foram absorvidos, e a maior parte por alguns grandes proprietários.
Esta absorção original de terras não cultivadas, embora grande, pode ter sido apenas um mal transitório. Em breve, eles poderiam ter sido divididos novamente e se dividir em pequenos pacotes por sucessão ou por alienação. A lei da primogenitura os impedia de serem divididos por sucessão: a introdução de vinculações impedia que fossem divididos em pequenas parcelas por alienação. "
Da ascensão e progresso das cidades e vilas, após a queda do Império Romano:
ou quase em condição servil. Os privilégios que encontramos concedidos por cartas antigas aos habitantes de algumas das principais cidades da Europa mostram suficientemente o que eles eram antes dessas concessões. O povo a quem é concedido como privilégio poder dar suas próprias filhas em casamento sem o consentimento de seu senhor, que após sua morte seus próprios filhos, e não seu senhor, deveriam suceder seus bens, e que eles poderiam dispor de seus próprios efeitos por vontade, deve, antes dessas concessões, estar totalmente ou quase no mesmo estado de aldeia com os ocupantes de terra no país. "
Como o comércio das cidades contribuiu para a melhoria do país: Smith muitas vezes criticou duramente aqueles que agem puramente por interesse próprio e ganância, e avisa que,
"… [tudo] para nós mesmos, e nada para outras pessoas, parece, em todas as épocas do mundo, ter sido a máxima vil dos mestres da humanidade." (Livro 3, Capítulo 4)

### Livro IV: De Sistemas de Economia Política
Smith atacou vigorosamente as restrições governamentais antiquadas que ele achava que impediam a expansão industrial. Na verdade, ele atacou a maioria das formas de interferência do governo no processo econômico, incluindo tarifas, argumentando que isso cria ineficiência e preços altos no longo prazo. Acredita-se que essa teoria influenciou a legislação governamental nos anos posteriores, especialmente durante o século XIX.
Smith defendeu um governo que atuava em outros setores além da economia. Ele defendeu a educação pública para adultos pobres, um judiciário e um exército permanente — sistemas institucionais não diretamente lucrativos para as indústrias privadas.
Do Princípio do Sistema Comercial ou Mercantil: O livro às vezes foi descrito como uma crítica do mercantilismo e uma síntese do pensamento econômico emergente da época de Smith. Especificamente, a Riqueza das Nações ataca, entre outros, dois princípios principais do mercantilismo:
1. A ideia de que as tarifas protecionistas atendem aos interesses econômicos de uma nação (ou mesmo a qualquer propósito) e
2. A ideia de que grandes reservas de barras de ouro ou outros metais preciosos são necessárias para o sucesso econômico de um país. Essa crítica do mercantilismo foi mais tarde usada por David Ricardo, quando ele expôs sua Teoria da Vantagem Comparativa.

De Restrições à Importação : O título completo do Capítulo 2 é "Das Restrições à Importação de Países Estrangeiros de Mercadorias que possam ser Produzidas em Casa". A "mão invisível" é um tema frequentemente referido no livro, embora seja especificamente mencionado apenas uma vez.
"Como todo indivíduo, portanto, se esforça tanto quanto pode tanto para empregar seu capital no apoio à indústria nacional, quanto para direcionar essa indústria para que sua produção seja de maior valor; cada indivíduo necessariamente trabalha para gerar a receita anual Ele geralmente, de fato, não pretende promover o interesse público, nem sabe o quanto o está promovendo. Ao preferir o apoio da indústria nacional ao da estrangeira, ele pretende apenas sua própria segurança; e ao dirigir essa indústria de tal maneira que sua produção seja de maior valor, ele pretende apenas seu próprio ganho, e neste, como em muitos outros casos, ele é conduzido por uma mão invisível para promover um fim que não fazia parte de sua intenção. Nem sempre é pior para a sociedade que ela não tenha feito parte dela. Ao buscar seu próprio interesse, ele frequentemente promove o da sociedade de forma mais eficaz do que quando ele realmente pretende promovê-lo. "(Livro 4, Capítulo 2)
A metáfora da "mão invisível" foi amplamente usada fora do contexto. No trecho acima, Smith está se referindo ao "apoio à indústria nacional" e contrastando esse apoio com a importação de bens. A teoria econômica neoclássica expandiu a metáfora além do argumento da manufatura nacional / estrangeira para abranger quase todos os aspectos da economia.
Das Restrições Extraordinárias: O longo título do Capítulo 3 é "Das Restrições Extraordinárias à Importação de Bens de quase todos os Tipos, daqueles Países com os quais a Balança é considerada Desvantagem".
Das desvantagens: os comerciantes e fabricantes não se contentam com o monopólio do mercado interno, mas desejam, da mesma forma, a mais ampla venda de seus produtos no exterior. Seu país não tem jurisdição em nações estrangeiras e, portanto, raramente pode obter para eles qualquer monopólio lá. Eles são geralmente obrigados, portanto, a se contentar em solicitar certos incentivos à exportação.
Desses incentivos, o que é chamado de Desvantagens parece ser o mais razoável. Para permitir que o comerciante retire na exportação, a totalidade ou parte de qualquer imposto especial de consumo ou imposto interno cobrado sobre a indústria doméstica, nunca pode ocasionar a exportação de uma quantidade de mercadorias maior do que aquela que teria sido exportada se nenhum imposto tivesse sido imposto. Esses incentivos não tendem a direcionar para qualquer emprego específico uma parcela maior do capital do país do que o que iria para esse emprego por conta própria, mas apenas para impedir o dever de desviar qualquer parte dessas ações para outros empregos.
Das recompensas: Os incentivos à exportação são, na Grã-Bretanha, frequentemente solicitados e às vezes concedidos aos produtos de ramos específicos da indústria doméstica. Por meio deles, nossos comerciantes e fabricantes, ao que se pretende, poderão vender seus produtos tão baratos ou mais baratos que seus rivais no mercado estrangeiro. Uma quantidade maior, diz-se, será assim exportada e, consequentemente, a balança comercial se tornará mais favorável ao nosso próprio país. Não podemos dar a nossos trabalhadores o monopólio no exterior, como fizemos no mercado interno. Não podemos forçar os estrangeiros a comprar seus produtos como fizemos com nossos próprios compatriotas. O próximo melhor expediente, pensou-se, portanto, é pagá-los pela compra. É assim que o sistema mercantil se propõe a enriquecer todo o país,
Dos Tratados de Comércio:
"Quando uma nação se compromete por tratado a permitir a entrada de certos bens de um país estrangeiro que proíbe de todos os outros, ou a isentar os bens de um país dos deveres aos quais sujeita os de todos os outros, o país, ou pelo menos os comerciantes e fabricantes do país, cujo comércio é tão favorecido, devem necessariamente tirar grande vantagem do tratado. Esses comerciantes e fabricantes gozam de uma espécie de monopólio no país que é tão indulgente para eles. Esse país torna-se um mercado ao mesmo tempo mais extenso e mais vantajoso para seus bens: mais extenso, porque os bens de outras nações sendo excluídos ou sujeitos a impostos mais pesados, tira em maior quantidade deles: mais vantajoso, porque os mercadores do país favorecido, gozam de uma espécie de monopólio lá, geralmente vendem seus produtos por um preço melhor do que se fossem expostos à livre concorrência de todas as outras nações."
Tais tratados, entretanto, embora possam ser vantajosos para os comerciantes e fabricantes do favorecido, são necessariamente desvantajosos para os do país favorecido. Assim, um monopólio é concedido contra eles a uma nação estrangeira; e devem frequentemente comprar os bens estrangeiros que lhes interessam, mais caros do que se a livre competição de outras nações fosse admitida.
Das Colônias:
Dos motivos para estabelecer novas colônias:
"O interesse que ocasionou o primeiro assentamento das diferentes colônias europeias na América e nas Índias Ocidentais não foi tão claro e distinto como o que dirigiu o estabelecimento das antigas colônias da Grécia e Roma.
Todos os diferentes estados da Grécia antiga possuíam, cada um deles, mas um território muito pequeno, e quando as pessoas em qualquer um deles se multiplicavam além do que aquele território poderia facilmente manter, uma parte deles era enviada em busca de uma nova habitação em alguma parte remota e distante do mundo; vizinhos belicosos os cercavam por todos os lados, tornando difícil para qualquer um deles ampliar seu território em casa. As colônias dos dórios recorreram principalmente à Itália e à Sicília, que, nos tempos anteriores à fundação de Roma, eram habitadas por nações bárbaras e incivilizadas: as dos jônios e dos eólios, as duas outras grandes tribos dos gregos, até a Ásia Menor e as ilhas do mar Egeu, cujos habitantes, na época, pareciam estar praticamente no mesmo estado que as da Sicília e da Itália. A cidade-mãe, embora ela considerasse a colônia como uma criança, em todos os momentos com direito a grande favor e assistência, e devendo em troca muita gratidão e respeito, ainda a considerava como uma criança emancipada sobre a qual fingia não reivindicar autoridade ou jurisdição direta.
"A colônia estabeleceu sua própria forma de governo, promulgou suas próprias leis, elegeu seus próprios magistrados e fez paz ou guerra com seus vizinhos como um estado independente, que não teve oportunidade de esperar a aprovação ou consentimento da cidade-mãe. Nada pode ser mais claro e distinto do que o interesse que dirigiu cada um desses estabelecimentos."
Causas de prosperidade de novas colônias:
"A colônia de uma nação civilizada que toma posse de um país devastado, ou de um povoado tão escassamente que os nativos facilmente dão lugar aos novos colonos, avança mais rapidamente para a riqueza e a grandeza do que qualquer outra sociedade humana.
Os colonos desenvolvem com eles um conhecimento da agricultura e de outras artes úteis, superior ao que pode crescer por conta própria no decorrer de muitos séculos entre nações selvagens e bárbaras. Eles mantêm com eles, também, o hábito da subordinação, alguma noção do governo regular que ocorre em seu próprio país, do sistema de leis que o sustenta e de uma administração regular da justiça; e eles naturalmente estabelecem algo do mesmo tipo no novo assentamento."
Das vantagens que a Europa tirou do Descobrimento da América e da passagem para as Índias Orientais pelo Cabo da Boa Esperança:
“Tais são as vantagens que as colônias da América tiraram da política da Europa. Quais são as que a Europa tirou da descoberta e colonização da América? Essas vantagens podem ser divididas, primeiro, nas vantagens gerais que a Europa, considerou como um grande país, derivou desses grandes eventos; e, em segundo lugar, nas vantagens particulares que cada país colonizador obteve das colônias que particularmente pertencem a ele, em consequência da autoridade ou domínio que exerce sobre eles:
As vantagens gerais que a Europa, considerada um grande país, tirou da descoberta e colonização da América, consistem, primeiro, no aumento de suas frustrações; e, em segundo lugar, no aumento de sua indústria.
O excedente da produção da América, importado para a Europa, fornece aos habitantes deste grande continente uma variedade de mercadorias que de outra forma eles não poderiam possuir; alguns para conveniência e uso, alguns para prazer e alguns para enfeite e, assim, contribuem para aumentar seus prazeres."
Conclusão do sistema mercantil: o argumento de Smith sobre a economia política internacional opôs-se à ideia de mercantilismo. Enquanto o Sistema Mercantil encorajava cada país a acumular ouro, enquanto tentava alcançar a hegemonia, Smith argumentou que o livre comércio acaba melhorando a situação de todos os atores. Este argumento é o moderno argumento do 'Livre Comércio'.
Dos sistemas agrícolas: o título longo do capítulo 9 é "Dos sistemas agrícolas, ou dos sistemas de economia política, que representam o produto da terra, como único ou principal, fonte de receita e riqueza de cada país".
"Aquele sistema que representa a produção da terra como a única fonte de receita e riqueza de cada país, até então, nunca foi adotado por nenhuma nação, e atualmente existe apenas nas especulações de alguns homens de grande erudição e engenhosidade na França. Certamente não valeria a pena examinar longamente os erros de um sistema que nunca causou, e provavelmente nunca causará, qualquer dano em qualquer parte do mundo."

### Livro V: Da Receita do Soberano ou Comunidade
Smith postulou quatro "máximas" de tributação: proporcionalidade, transparência, conveniência e eficiência. Alguns economistas interpretam a oposição de Smith aos impostos sobre transferências de dinheiro, como a Lei do Selo, como oposição aos impostos sobre ganhos de capital, que não existiam no século XVIII. Outros economistas consideram Smith como um dos primeiros a defender um imposto progressivo. Smith escreveu: "As necessidades da vida ocasionam grande despesa para os pobres. Eles acham difícil conseguir comida, e a maior parte de sua pequena receita é gasta para obtê-la. Os luxos e vaidades da vida ocasionam a principal despesa do rico e uma casa magnífica embeleza e aproveita da melhor forma todos os outros luxos e vaidades que possuem. Um imposto sobre o aluguel da casa, portanto, em geral recairia mais sobre os ricos; e neste tipo de desigualdade haveria não, talvez, seja algo muito irracional. Não é muito irracional que os ricos contribuam para as despesas públicas, não apenas na proporção de suas receitas, mas algo mais do que nessa proporção "Smith acreditava que uma fonte ainda" mais adequada " de tributação progressiva do que os impostos de propriedade foi aluguel do solo. Smith escreveu que "nada [poderia] ser mais razoável" do que um imposto sobre o valor da terra.
Das Despesas do Soberano ou da Comunidade: Smith usa este capítulo para comentar sobre o conceito de tributação e despesas do estado. Sobre tributação, Smith escreveu,
“Os súditos de cada estado devem contribuir para o sustento do governo, tanto quanto possível, na proporção de suas respectivas capacidades; isto é, na proporção da receita de que gozam respectivamente sob a proteção do estado. o governo para os indivíduos de uma grande nação é como a despesa de gestão para os inquilinos conjuntos de uma grande propriedade, que são todos obrigados a contribuir na proporção de seus respectivos interesses na propriedade. Na observação ou na negligência desta máxima consiste o que é chamada de igualdade ou desigualdade de tributação."
Smith defende um imposto naturalmente vinculado às "habilidades" e hábitos de cada escalão da sociedade.
Para o escalão inferior, Smith reconheceu o efeito intelectualmente erosivo que a divisão benéfica do trabalho pode ter sobre os trabalhadores, o que Marx, embora se oponha principalmente a Smith, mais tarde chamou de "alienação"; portanto, Smith adverte sobre a consequência do fracasso do governo em cumprir seu papel adequado, que é o de preservar a tendência inata da sociedade humana ao colapso.
... "os entendimentos da maior parte dos homens são necessariamente formados por seus empregos comuns. O homem cuja vida inteira é gasta na realização de algumas operações simples, cujos efeitos talvez sejam sempre os mesmos, ou quase os mesmos, não tem oportunidade de exercer seu entendimento ou de exercer sua invenção em descobrir expedientes para remover dificuldades que nunca ocorrem. Ele naturalmente perde, portanto, o hábito de tal esforço, e geralmente se torna tão estúpido e ignorante quanto é possível para uma criatura humana para se tornar. O torpor de sua mente o torna não apenas incapaz de saborear ou ter uma parte em qualquer conversa racional, mas de conceber qualquer sentimento generoso, nobre ou terno e, consequentemente, de formar qualquer julgamento justo sobre muitos, até mesmo dos deveres comuns da vida privada...Mas em toda sociedade melhorada e civilizada, este é o estado em que os trabalhadores pobres, isto é, a grande massa do povo, devem necessariamente cair, a menos que o governo faça algum esforço para evitá-lo."
De acordo com o modelo de Smith, o envolvimento do governo em qualquer área diferente das declaradas acima impacta negativamente o crescimento econômico. Isso ocorre porque o crescimento econômico é determinado pelas necessidades de um mercado livre e pela natureza empresarial das pessoas privadas. A escassez de um produto faz seu preço subir, e assim estimula os produtores a produzir mais e atrai novas pessoas para essa linha de produção. Um excesso de oferta de um produto (mais do produto do que as pessoas estão dispostas a comprar) reduz os preços e os produtores redirecionam a energia e o dinheiro para outras áreas onde haja necessidade.
Das Fontes da Receita Geral ou Pública da Sociedade: Em sua discussão sobre impostos no Livro Cinco, Smith escreveu:
"As necessidades vitais ocasionam grande despesa para os pobres. Eles acham difícil conseguir comida, e a maior parte de sua pequena receita é gasta para obtê-la. Os luxos e vaidades da vida ocasionam a principal despesa dos ricos, e uma casa magnífica embeleza e aproveita da melhor forma todos os outros luxos e vaidades que possuem. Um imposto sobre o aluguel da casa, portanto, em geral recairia mais sobre os ricos; e neste tipo de desigualdade não haveria, talvez, seja algo muito irracional. Não é muito irracional que os ricos contribuam para as despesas públicas, não apenas na proporção de suas receitas, mas algo mais do que nessa proporção." 
Ele também introduziu a distinção entre um imposto direto e, por implicação, um imposto indireto (embora ele não tenha usado a palavra "indireto"):
"Os impostos de capitação, na medida em que são cobrados das camadas mais baixas do povo, são impostos diretos sobre o salário do trabalho e são acompanhados de todos os inconvenientes de tais impostos." 
E mais:
"É assim que um imposto sobre o necessário à vida opera exatamente da mesma maneira que um imposto direto sobre o salário do trabalho."
Este termo foi usado posteriormente nos Estados Unidos, Artigo I, Seção 2, Cláusula 3 da Constituição dos EUA, e James Madison, que escreveu grande parte da Constituição, é conhecido por ter lido o livro de Smith.
De Guerra e Dívidas Públicas:
"... quando a guerra chega [os políticos] não querem e não podem aumentar sua receita [tributária] proporcionalmente ao aumento de suas despesas. Eles não querem, por medo de ofender o povo, que, por tão grande e repentino aumento de impostos, logo ficariam desgostosos com a guerra [...] A facilidade de tomar emprestado livra-os do constrangimento [...] Por meio do empréstimo eles são habilitados, com um aumento muito moderado de impostos, a aumentar, de ano a ano, dinheiro suficiente para continuar a guerra, e pela prática de financiar perpetuamente eles estão habilitados, com o menor aumento possível de impostos [para pagar os juros da dívida], a levantar anualmente a maior quantia de dinheiro possível [ para financiar a guerra]... O retorno da paz, de fato, raramente os livra da maior parte dos impostos cobrados durante a guerra. Estão hipotecados aos juros da dívida contraída para o dar continuidade.”
Smith prossegue dizendo que, mesmo que o dinheiro fosse separado de receitas futuras para pagar as dívidas da guerra, raramente seria usado para saldar a dívida. Os políticos tendem a gastar o dinheiro em algum outro esquema que conquiste o favor de seus eleitores. Consequentemente, os pagamentos de juros aumentam e as dívidas de guerra continuam a crescer, muito além do fim da guerra.
Resumindo, se os governos podem tomar empréstimos sem cheque, então é mais provável que façam a guerra sem cheque, e os custos dos gastos da guerra vão sobrecarregar as gerações futuras, uma vez que as dívidas de guerra quase nunca são pagas pelas gerações que as incorreram.

## Edições em Língua Portuguesa
- SMITH, Adam. A Riqueza das Nações. Trad. Luiz João Baraúna, São Paulo: Abril Cultural, 1a ed., 1983. (texto integral).
- SMITH, Adam. A Riqueza das Nações. Trad. Alexandre Amaral Rodrigues e Eunice Ostrensky, São Paulo: Martins Fontes, 1a ed., 2003. ISBN 85-336-1788-7 (texto integral).
- SMITH, Adam. A Riqueza das Nações. Trad. de Luís Cristóvão de Aguiar, Lisboa: Calouste Gulbenkian, 4a ed., 2006. ISBN 972-31-0610-8 (texto integral).
- SMITH, Adam. A Riqueza das Nações. Hemus, 3a ed. 2008, 440p. ISBN 85-289-0554-3 (edição resumida)
- SMITH, Adam. A Riqueza das Nações. Juruá, 1a ed. 2006. ISBN 85-362-1409-0
- SMITH, Adam. A Riqueza das Nações. Trad. Getúlio Schanoski Jr, São Paulo. Madras, 2009. ISBN 978-85-370-0553-8

## Edições digitais
- The Wealth of Nationsat MetaLibri Digital Library
- A Riqueza das Nações no Projeto Gutenberg
- An inquiry into the nature and causes of the wealth of nationsversão em PDF no Google Books.